# Podstawy BHP w kopalni miedzi
Podstawy BHP w kopalni miedzi – polski krótkometrażowy film dokumentalny z 1972 roku, w reżyserii Krzysztofa Kieślowskiego.